# Dierna multistrigaria
Dierna multistrigaria là một loài bướm đêm trong họ Noctuidae.